# Hirano Kai
Kai Hirano (sinh ngày 16 tháng 8 năm 1987) là một cầu thủ bóng đá người Nhật Bản.

## Sự nghiệp câu lạc bộ
Kai Hirano đã từng chơi cho Kataller Toyama, Buriram United, Cerezo Osaka và Army United.